# قاوند لامع
قاوند لامع (الاسم العلمي: Caridonax fulgidus) (بالإنجليزية: Glittering Kingfisher)‏ هو طائر ينتمي إلى رفراف الشجر (فصيلة: Halcyonidae).